# Sydafrika
Sydafrika, officielt Republikken Sydafrika, er et land, der ligger på den sydligste del af det afrikanske kontinent med bjerge mod det Indiske Ocean og Atlanterhavet. Det har grænse med Namibia, Botswana, Mozambique, Zimbabwe, Lesotho og Eswatini. Afrikas sydligste punkt Kap Agulhas ligger i landet.
Sydafrikas første demokratiske parlamentsvalg blev afholdt 26.-29. april 1994. Nationens første folkevalgte præsident blev den da 75-årige Nelson Mandela.

## Historie
Vigtige årstal:
- 4. århundrede – Bantu-folket ankommer under deres vandring fra floddeltaet omkring Niger til Sydafrika
- 1488 - Bartolomeu Dias runder Kap Det Gode Håb
- 6. april 1652 – Hollænderne opretter en handelsstation ved Kap Det Gode Håb
- 1797 - Briterne ankommer
- 1910 - Forening og selvstyre (dominion)
- 1948 - Apartheid
- 1961 - Republik
- 18. august 1964 - Sydafrika bliver udelukket fra de Olympiske Lege på grund af landets apartheid-politik
- 1994 - Frihed og demokrati
- 1995-1998 - Sandheds- og forsoningskommissionen som en del af forsoningsprocessen efter afskaffelsen af apartheid
- 2010 - VM i fodbold for første gang i Afrika

## Politik
Uddybende artikel: Sydafrikas politik

### Valg
Resultater af valget 14. april 2004:
| Parti                                 | Partileder              | Stemmer    | %     | Afveksling | Mandater | Afveksling |
| ------------------------------------- | ----------------------- | ---------- | ----- | ---------- | -------- | ---------- |
| Afrikansk Nationalkongres (ANC)       | Jacob Zuma              | 10 880 915 | 69.69 | +3.34      | 279      | +13        |
| Demokratisk forbund (DA)              | Tony Leon               | 1 931 201  | 12.37 | +2.81      | 50       | +12        |
| Inkatha frihedsparti (IFP)            | Mangosuthu Buthelezi    | 1 088 664  | 6.97  | -1.61      | 28       | -6         |
| Forenet demokratisk bevægelse (UDM)   | Bantu Holomisa          | 355 717    | 2.28  | -1.14      | 9        | -5         |
| Uafhængige demokrater (ID)            | Patricia de Lille       | 269,765    | 1.7   | +1.7       | 7        | +7         |
| Nyt nationalparti (NNP)               | Marthinus van Schalkwyk | 257 824    | 1.65  | -5.22      | 7        | -21        |
| Afrikanske Kristendemokrater (ACDP)   | Kenneth Meshoe          | 250 272    | 1.60  | +0.17      | 7        | +1         |
| Frihedsfront (FF+)                    | Pieter Mulder           | 139,465    | 0.89  | -0.20      | 4        | -          |
| Forenede Kristendemokrater (UCDP)     | Lucas Mangope           | 117,792    | 0.75  | -0.03      | 3        | -          |
| Overafrikansk kongres (PAC)           | Motsoko Pheko           | 113,512    | 0.73  | +0.02      | 3        | -          |
| Minority Front (MF)                   | Amichand Rajbansi       | 55,267     | 0.35  | +0.05      | 2        | +1         |
| Azanian People's Organisation (AZAPO) | Mosibudi Mangena        | 39,116     | 0.25  | +0.08      | 1        | -          |
| 9 andre                               | -                       | 113 161    | 0.74  | +0.68      | 0        | -          |
| Total                                 | Total                   | 15 612 671 | 100.0 |            | 400      | 0          |

## Geografi

### Administrativ inddeling
Uddybende artikel: Sydafrikas provinser
1. Vest-Kapprovinsen (Kapstaden)
2. Nord-Kapprovinsen (Kimberley)
3. Øst-Kapprovinsen (Bisho)
4. KwaZulu-Natal (Pietermaritzburg)
5. Fristatprovinsen (Bloemfontein)
6. Nordvest (Mafikeng)
7. Gauteng (Johannesburg)
8. Mpumalanga (Nelspruit)
9. Limpopo* (Polokwane)

Til Sydafrika hører også to små øer ca 2000 km sydøst for Cape Town, Prince Edward Islands.

## Byer
- Johannesburg - 4.434.827 indb. (2011)
- Cape Town - 3.740.026 indb. (2011)
- Durban -	3.442.361 indb. (2011)
- Pretoria - 	2.921.488 indb. (2011) [3]

## Økonomi
Sydafrikas økonomi er hovedsageligt baseret på råstoffer som kul, diamanter, guld og platin.
Sydafrika er derudover også kendt for en betydelig produktion af vin.

### Minedrift
Minedrift har været en meget stor del af Sydafrikas økonomi gennem hele dets historie. I århundredet op til 2006 var Sydafrika verdens største guldeksportør. Fra midten af 2000'erne er udvindingen af guld faldet kraftigt og er gået fra at der blev udvundet 1.000 tons i 1970 til at der i 2008 blev udvundet 205 tons. I 1970 stod Sydafrik for næsten 80% af verdens guldudbud. På trods af den store udvinding gennem årene vurderes det at Sydafrika stadig har guldreserver på 6.000 tons og de er stadig verdens 5. største guldproducent. Noget af det udvundne guld er udvundet dybt nede og Sydafrika er hjemsted for verdens dybeste guldmine, Mponeng guldminen, der når ned i en dybde af næste 4 km. Sydafrika er verdens største producent af  krom, mangan, platinum, platin og vermiculite. Landet er den næstestørste producent af  of ilmenite, palladium, rutile og zirconium. Landet er ligeledes verdens andenstørste kuleksportør, og en stor producent af jernmalm.

## Plaasmoorde
Udtrykket plaasmoorde (afrikaans: plaasaanvalle; engelsk: South African farm attacks;) henviser til voldelige forbrydelser, herunder mord, overfald og røveri, der  er blevet begået på sydafrikanske gårde siden apartheidsystemets afslutning i 1994. Angrebene er rettet mod bønder, som normalt er hvide, og landbrugsarbejdere, som normalt er sorte. Sorte bønder er også ofre for voldelige angreb. Udtrykket har ingen formel juridisk definition, men sådanne angreb har været genstand for diskussion i medier og offentlige personer i Sydafrika og i udlandet. Der er utilstrækkelige data til pålideligt at estimere en mordrate for sydafrikanske landmænd. Sydafrikanske regeringsdata indikerede mellem 58 og 74 mord på gårde årligt i perioden 2015–2017; ud af et samlet årligt antal mord på 20.000 i Sydafrika;  disse tal er stort set i overensstemmelse med tal indsamlet af Transvaal Agricultural Union (TAU), en landmandsforening. På grund af de problemer, der er forbundet med at tælle antallet af sydafrikanske landmænd og gårdmord, er det uklart, om landmænd har større risiko for at blive myrdet end andre sydafrikanere.
Data frigivet af den sydafrikanske regering i 2018 viste, at antallet af gårdangreb var steget mellem 2012 og 2018, men at antallet af mord på gårde var faldet år for år i perioden. Det samme år offentliggjorde landbrugsorganisationen AgriSA politistatistikker, som indikerede, at drabsraten på gårde var faldet til det laveste niveau i 20 år, til en tredjedel af niveauet registreret i 1998.
Udokumenterede påstande om, at sådanne angreb på landmænd i uforholdsmæssig grad er rettet mod hvide, er et nøgleelement i en konspirationsteori, der diskuteres blandt tilhængere af hvidt overherredømme (engelsk: white supremacy) verden over. Der er dog ingen pålidelige tal, der tyder på, at hvide landmænd målrettes specielt, eller at de har en uforholdsmæssig stor risiko for at blive dræbt. Sydafrikas regering og andre analytikere fastholder, at gårdangreb er en del af et omfattende problem med kriminalitet i Sydafrika og ikke har en racemæssig motivation.